# Тєрєхов Євген Едуардович
Євген Едуардович Тєрєхов (28 червня 1989, Павлоград) — громадський діяч, політик, учасник АТО, лідер Павлоградської партійної організації УКРОП («Українське об'єднання патріотів»). Скандальний учасник виборів на посаду мера Павлограда в 2015 році. Військове прізвисько — «Титановий Джексон».

## Освіта
- Закінчивши школу, у 2005 році вступив до Тернівського професійного гірничого ліцею.
- У 2009 році закінчив навчальний заклад, здобувши дві спеціальності: «електрослюсар підземний 4-го розряду» та «машиніст підземних установок 3-го розряду».[1]
- У 2019 році отримав диплом бакалавра у Національному університеті державної фіскальної служби України.

## Професійна діяльність
- 2010—2012 роках працював підземним електрослюсарем на шахті «Дніпровська».
- 2012—2014 роках обіймав таку саму посаду на шахті ім. Сташкова.

## Військова служба й участь в АТО
- 2009—2010 роках проходив строкову службу в Збройних силах України.
- 29 квітня 2014 році мобілізований до лав ЗСУ. Захищав країну в зоні АТО в складі 20-го батальйону (93 бригада).
- 27 серпня 2014 році був тяжко поранений в бою під Мар'їнкою. Медики дістали з тіла Євгена Тєрєхова 83 осколки. Іще понад 20 наразі дістати не вдалося. У Дніпропетровську, де відбувалися операції, через титанову пластину в голові отримав прізвисько «Титановий Джексон».[2]

## Волонтерська діяльність
Із квітня 2015 року є волонтером у «Фонді оборони країни». Доставляє допомогу бійцям у зону АТО.

## Політична діяльність
- Входить до політради партії УКРОП, очолює Павлоградську партійну організацію.[3]
- У 2015 році брав участь у виборах на посаду мера Павлограда. Набравши 20 % голосів, посів друге місце, поступившись кандидату від Опозиційного блоку, Анатолію Вершині, із 34 % голосів. Після першого туру в Павлограді зчинився скандал довкола кількості виборців. За даними, оприлюдненими на сайті ЦВК, напередодні виборів у місті було зафіксовано 90,2 тисячі осіб. Згідно з новим законом, вибори мерів у населених пунктах із населенням більшим за 90 тисяч мають відбуватися в два тури, якщо один із кандидатів не здобув 50 % голосів. Однак уже під час виборів місцевий територіальний виборчий комітет з'ясував, що кількість населення в Павлограді різко зменшилася на 2 тисячі осіб. Спираючись на протокол міської комісії, ЦВК проголосував за те, аби вибори на цьому скінчилися.[4] Обурений таким рішенням, Євген Тєрєхов звернувся до Апеляційного адміністративного суду в Києві. Коли ситуація набула розголосу, в неї, різко засудивши рішення ЦВК, втрутився Президент України Петро Порошенко. В підсумку територіальна комісія визнала помилку й оголосила другий тур. Однак, у другому турі знову переміг представник Опозиційного блоку — Анатолій Вершина.[5]
- У березні 2017 року Міністр внутрішніх справ України, Арсен Аваков, офіційно призначив Євгена Тєрєхова своїм радником у справах волонтерів та бійців АТО.[6]

## Родина
18 вересня 2016 року Євген Тєрєхов зіграв весілля у Львові. Його дружиною стала популярна українська співачка Наталка Карпа.
Має дитину від першого шлюбу.
26 грудня 2019 року народилася донька Злата.

## Нагороди
Відзначений Орденом «За мужність» III ступеня.

## Спортивні досягнення
- 2011 року срібний призер чемпіонату світу з військово-спортивного багатоборства.
- 2013 року призер Кубку світу зі змішаних єдиноборств ММА.